# پریش آلنویک، نیوبرانزویک
محله النویک، نیو برانسویک (به انگلیسی: Alnwick Parish, New Brunswick) یک سکونتگاه مسکونی در کانادا است که در نیوبرانزویک واقع شده‌است.

## خصوصیات
محله النویک ۶٬۱۵۲ نفر جمعیت دارد.